# Liberdade real
Liberdade real é um termo cunhado pelo filósofo político e economista Philippe Van Parijs. Ele expande as noções de liberdade negativa, incorporando não apenas restrições institucionais ou outras restrições às escolhas de uma pessoa, mas também os requisitos da realidade física, recursos e capacidade pessoal. Para ter liberdade real, de acordo com Van Parijs, um indivíduo deve:
1. não ser impedido de agir de acordo com sua vontade (ou seja, devem ter liberdade negativa tradicional)
2. possuir os recursos ou capacidades para realmente realizar sua vontade.
Segundo essa concepção, um agente moral poderia ser negativamente livre para tirar férias em Miami, porque ninguém o obriga a não fazê-lo (a condição 1 é atendida); mas não é realmente livre para fazê-lo, porque ele não pode pagar o voo (condição 2 não é atendida). Da mesma forma, alguém pode estar negativamente livre para atravessar o Canal da Mancha; mas não realmente livres, porque eles não são bons nadadores e não seriam capazes de ter sucesso na tarefa. A liberdade real é, então, uma questão de grau — alguém é mais ou menos realmente livre, não apenas realmente livre ou não; e ninguém tem liberdade real completa ainda — ninguém está realmente livre para se teletransportar para Marte, por exemplo.
A liberdade real expande a liberdade negativa ao adicionar a ideia de realmente ser capaz de exercer uma capacidade ou recurso na ausência de restrição; mas não vai tão longe quanto algumas ideias de liberdade positiva, abstendo-se de apelar ao autogoverno de um eu real, melhor ou superior.

## Política
Van Parijs usa o conceito de liberdade real como parte de seu argumento influente por uma renda básica universal.
Thelema afirma uma crença semelhante de que todos têm o direito de viver, morrer, pensar, se mover, comer, beber, criar e amar como quiserem, e "cada pessoa tem o direito absoluto e igual de realizar suas Vontades". “A lei é para todos.” (Liber AL vel Legis I: 34).